# Areole
Areolen sind ein kennzeichnendes und immer vorhandenes Merkmal zweier nahe miteinander verwandter Pflanzenfamilien, den Kakteengewächsen (Cactaceae) und den Didiereaceae. Sie lassen sich entwicklungsgeschichtlich auf in den Blattachseln entstehende Kurztriebe zurückführen. Im Laufe der Evolution der Pflanzen wurden die Blätter immer weiter in Anzahl und Größe reduziert, was die Verdunstungsfläche reduziert, und in Dornen umgewandelt, was der Abwehr von Fressfeinden dient.
Der Vorhof der menschlichen Brustwarze heißt ebenfalls Areola, deutsch Areole, lateinisch Areola mammae.

## Areolen der Didiereaceae
Die kahlen Areolen der Didiereaceae bilden warzige Erhebungen, aus denen Blätter und Dornen entspringen. Ihnen ist ihre Herkunft von Kurztrieben noch anzusehen.

## Areolen der Kakteen
Die Areolen der Kakteen sind kreisrunde bis länglich ovale, filzige Polster, aus denen üblicherweise Dornen und häufig Haare und Borsten entspringen.
- Die Arten der ursprünglich erscheinenden Gattung Pereskia (Unterfamilie Pereskioideae) produzieren aus den haarigen Areolen neben Dornen noch normale Laubblätter.
- Bei der Unterfamilie Opuntioideae tragen die Areolen neben den nicht immer ausgebildeten normalen Dornen sehr feine, mit Widerhaken versehene Dornen, die sogenannten Glochiden, sowie kurzlebige, pfriemförmige Blätter.
- Die Arten der Unterfamilie Cactoideae sind völlig blattlos. In den meisten Gattungen entstehen aus den Areolen sowohl Zweige als auch Blüten. Bei Mammillaria und nahe verwandten Gattungen ist die Blütenbildung auf die Axillen verlegt. Diese liegen zwischen den die Areolen tragenden Warzen, sind auch filzig und tragen häufig Haare und Borsten. Bei einigen Gattungen wie Ariocarpus ist die Trennung von Areole und Axille unvollständig, dann sind diese mit einer Furche miteinander verbunden.

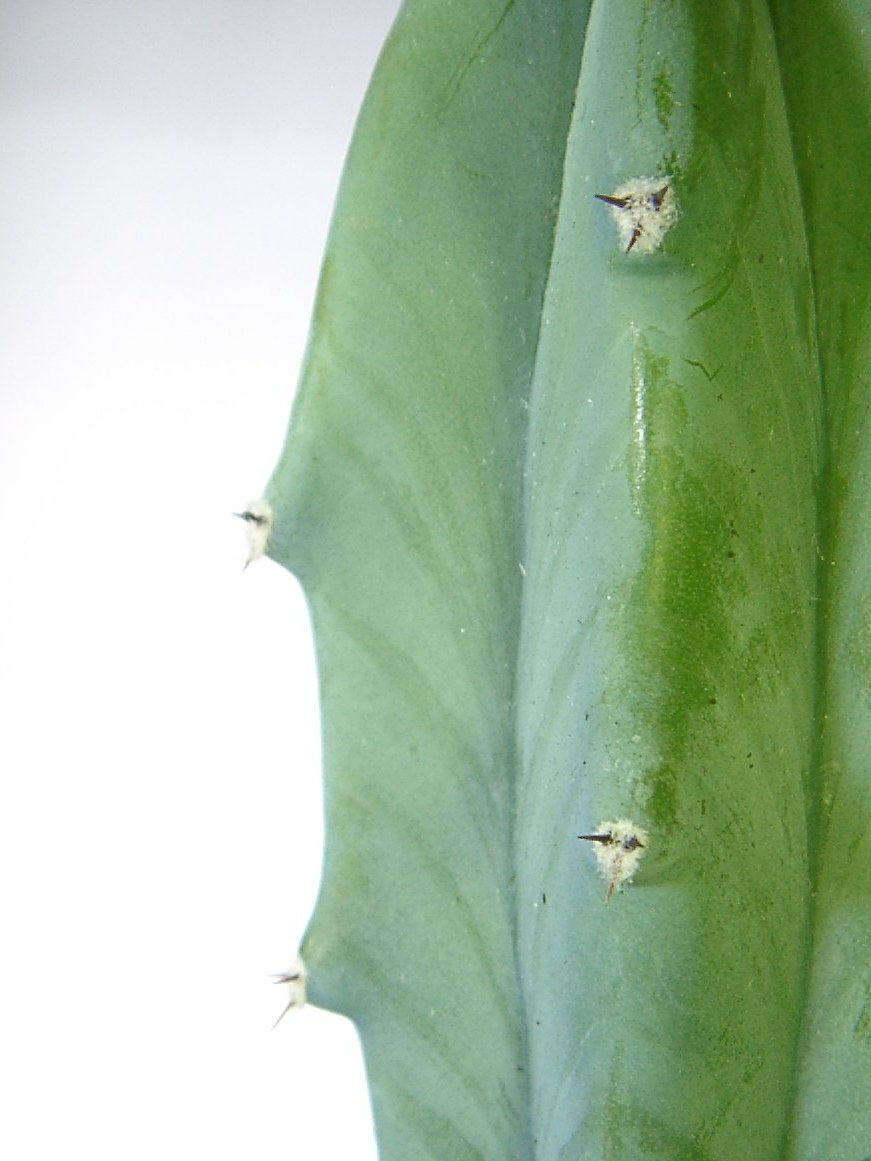
Areolen von Myrtillocactus geometrizans.
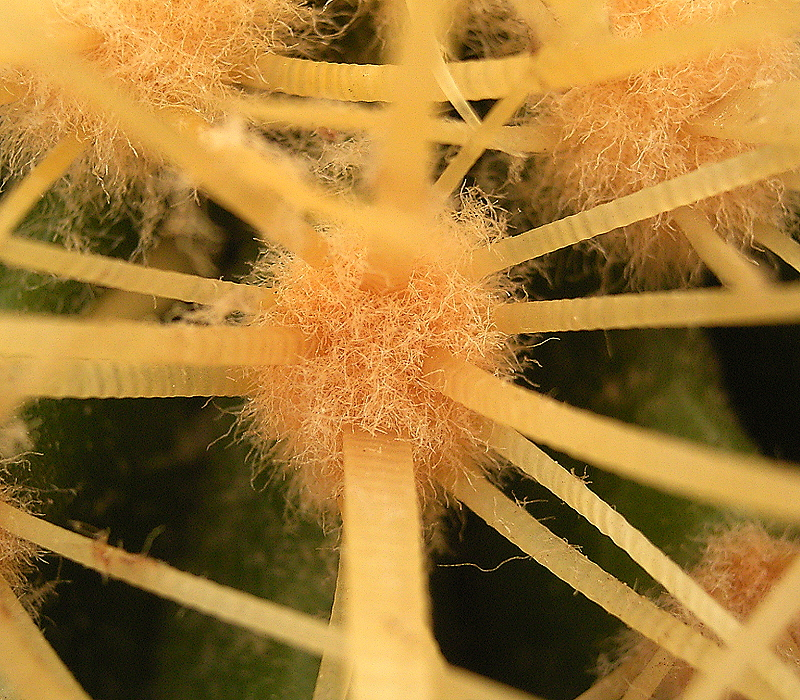
Areole von Echinocactus grusonii.
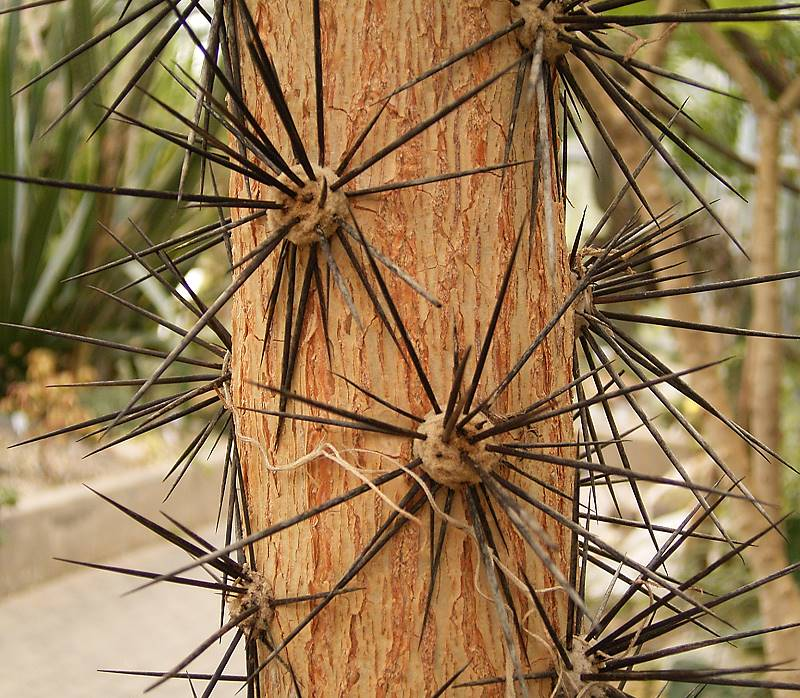
Areolen von Pereskia grandifolia.
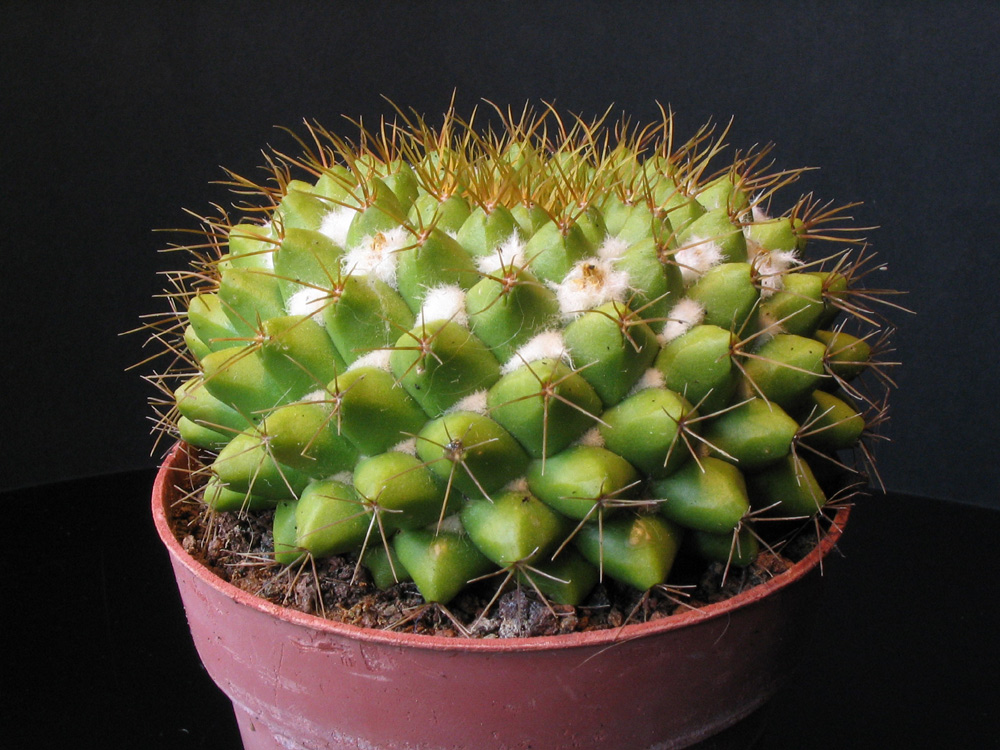
Mammillaria marksiana mit Dornen tragenden Areolen auf den Warzen und weißen, filzigen Axillen dazwischen.